# Tomás Pedro Barbosa da Silva Nunes
Tomás Pedro Barbosa da Silva Nunes (* 3. Dezember 1942 in Lissabon; † 1. September 2010 ebenda) war ein portugiesischer Theologe und römisch-katholischer Weihbischof im Patriarchat von Lissabon.

## Leben
Tomás Pedro Barbosa da Silva Nunes studierte zunächst Geophysik an der Naturwissenschaftlichen Fakultät der Universität Lissabon und Theologie an der Theologischen Fakultät der Katholischen Universität, später absolvierte er dort ein Studium zum Master of Science in Education, spezialisiert auf Verwaltung und Schulleitung. Barbosa da Silva Nunes empfing am 4. November 1973 die Priesterweihe und wurde in das Patriarchat von Lissabon inkardiniert. Er wurde 1977 stellvertretender Leiter der Lissabon’s Catholic Workers League (LOC) und war neun Jahre lang Kaplan der Juventude Operária Católica (JOC). Von 1981 bis 1998 war er in der Diözesanleitung beschäftigt. 1989 wurde er Direktor des Diözesan-Sekretariates für die Religionspädagogik. Er lehrte Religionswissenschaften an der Theologischen Fakultät der Katholischen Universität Portugal.
Papst Johannes Paul II. bestellte ihn 1998 zum Titularbischof von Elvas und ernannte ihn zum Weihbischof im Patriarchat von Lissabon. Die Bischofsweihe spendete ihm am 17. Mai 1998 in der Kirche Unserer Lieben Frau von Fatima in Lissabon der Erzbischof und Patriarch von Lissabon, José da Cruz Policarpo; Mitkonsekratoren waren Bischof Albino Mamede Cleto, Koadjutor in Coimbra, und António dos Reis Rodrigues, emeritierter Weihbischof in Lissabon.
Barbosa da Silva Nunes war Mitglied der portugiesischen Bischofskonferenz. 1999 wurde zum Sekretär der Portugiesischen Bischofskonferenz gewählt, 2002 wiedergewählt. Er war seit 2005 Generalvikar und Moderator der Kurie, Mitglied des Vorstands der Sozialpastoral in Portugal und Präsident der bischöflichen Kommission für christliche Erziehung.

## Schriften
- O contributo do ensino religioso para a tarefa educativa escolar na Europa, no limiar do 3o milénio, Lisboa : Secret. Nacional da Educação Cristã 2000, ISBN 972-8405-98-7
- Colaboração escola-família : para uma escola culturalmente heterogénea, Porto : Alto Comissariado para a Imigração e Minorias Étnicas D.L. 2004, ISBN 972-99316-5-8
- Olhar o património religioso, entender a cultura : guião de visitas a lugares de culto de Lisboa, Lisboa : Secretariado Entreculturas (Presidência do Conselho de Ministros-Ministério da Educação) Prior velho – Paulinas 2004, ISBN 972-751-652-1
- Cooperação família-escola : um estudo de situações de famílias imigrantes na sua relação com a escola, Lisboa : Alto Comissariado para a Imigração e Minorias Étnicas (ACIME) 2006, ISBN 989-8000-16-3